# Marckloff
Marckloff est la marque commerciale d'une bière artisanale spéciale de la ville belge de Durbuy dans la province de Luxembourg.  Elle a été  brassée depuis 1989 dans la microbrasserie de « La Ferme au Chêne » située dans le centre de la petite ville de Durbuy et est actuellement produite au château de Durbuy.

## Description
C'est une bière ambrée de haute fermentation titrant 6,5 % de volume d'alcool. Elle est refermentée en bouteilles de 75 cl ou de 33cl. Cette marque reprend le nom de Philippe Marckloff, propriétaire d'une brasserie à Durbuy vers 1560 et a été créée en 1989 par Jacques et Michel Trine aidés par le maître brasseur Daniel Prignon de la brasserie Fantôme à Soy. Deux ans plus tard, la « Confrérie de la Marckloff » est créée  par des responsables du tourisme de la ville.

## Brasserie
La microbrasserie de « La Ferme au Chêne » est installée dans un local vitré. Contrairement à ce que son lieu d'implantation laisse penser, il ne s'agit pas d'une ferme-brasserie. Les visiteurs peuvent assister à toutes les opérations de la fabrication. L'entrée est libre. Cette bière produite en petite quantité est uniquement disponible sur le lieu de brassage et de consommation de « La Ferme au Chêne ». 
À la fin du mois de juin 2013, la brasserie a fermé ses portes dans l'attente d'une possible reprise.
Depuis le début d'août 2014, une équipe de Durbuysiens a décidé de reprendre l'aventure brassicole à « La Ferme au Chêne ». 
En 2019, la brasserie s'installe dans les anciennes écuries du château de Durbuy

## Source et lien externe
Site officiel de la bière Marckloff.